# Valeologie
Valeologie (rusky Валеология z lat. valeo = být schopen, být silný, vynikat) je obor alternativní medicíny. Termín valeologie zavedl v 80. letech 20. století sovětský farmakolog Izrail Brechman. 
Podle ruské encyklopedie by úkolem valeologie mělo být komplexní studium individuálního lidského zdraví (socioekonomické, medicínské, environmentální a další aspekty). Její správnost zůstává předmětem diskuse. Podle jiných jde o interdisciplinární nauku o psychosomatické zdatnosti člověka jako cesty k úspěchu, který je prospěšný ostatním lidem; zabývá se otázkou jak zdatnost získat, jak si ji udržet, jak ji rozvíjet a zvyšovat a jak ji smysluplně využívat ku prospěchu lidstva.[zdroj?]
Valeologie byla výukovým předmětem na školách v Rusku i dalších zemích bývalého Sovětského svazu. Její popularita v Rusku v 90. letech 20. století rostla. Řada výukových materiálů však obsahovala nevědecké prvky (jin-jang, esoterika, různé školy New Age…). V roce 2001 proto ruské ministerstvo školství vyřadilo valeologii ze vzdělávacích programů.